# Pyrgomorpha brachycera
Pyrgomorpha brachycera is een rechtvleugelig insect uit de familie Pyrgomorphidae. De wetenschappelijke naam van deze soort is voor het eerst geldig gepubliceerd in 1914 door Kirby.